# Osiedle Matysówka
Osiedle Matysówka – osiedle nr XXXI miasta Rzeszowa, utworzone na mocy uchwały Rady Miasta z dnia 26 lutego 2019, w związku z przyłączeniem do miasta dotychczasowej wsi Matysówka 1 stycznia 2019. 10 maja 2019 osiedle zamieszkiwały 1632 osoby. 31 października 2019 osiedle liczyło 1672 mieszkańców.